# Metriotes jaeckhi
Metriotes jaeckhi é uma espécie de insetos lepidópteros, mais especificamente de traças, pertencente à família Coleophoridae.
A autoridade científica da espécie é Baldizzone, tendo sido descrita no ano de 1985.
Trata-se de uma espécie presente no território português.